# Mutuáli
Mutuáli – miasto w północnym Mozambiku, w prowincji Nampula. Według danych na rok 2007 liczyło 28 342 mieszkańców.